# Sabanejewia balcanica
Sabanejewia balcanica es una especie de pez de la familia Cobitidae en el orden de los Cypriniformes.

## Morfología
• Los machos pueden llegar alcanzar los 9 cm de longitud total.

## Hábitat
Vive en zonas de clima templado.

## Distribución geográfica
Se encuentra en Rumanía, Polonia, Ucrania, Rusia, Grecia y Turquía.